# ULAS J112001.48+064124.3
ULAS J112001.48+064124.3 (abréviation informelle ULAS J1120+0641), ou QSO J1120+0641, est un quasar situé dans la constellation du Lion à une distance de voyage de la lumière d'environ 12,9 milliards d'années-lumière (3,96 Gpc) du Système solaire. Il s'agit, le 22 juillet 2022,,, du cinquième quasar le plus lointain connu et du premier mesuré avec un décalage vers le rouge (redshift) au-delà de 7 : sa lumière qui nous parvient aujourd'hui a été émise il y a 12,9 milliards d'années, alors que l'Univers n'existait que depuis 765 millions d'années.

## Caractéristiques
ULAS J1120+0641 possède une luminosité équivalente à 63 × 1012 fois celle du Soleil générée par un trou noir supermassif d'environ 2+1,5
 −0,7 milliards de masses solaires. Le rayon de la région ionisée autour de cet astre est d'environ 1,9 Mpc, soit le tiers de la valeur mesurée autour de quasars plus proches de nous ayant un décalage vers le rouge compris entre 6,0 et 6,4.
La particularité de ce quasar est d'émettre depuis une époque antérieure à la réionisation, c'est-à-dire la transition entre un milieu interstellaire composé d'atomes électriquement neutres à un milieu interstellaire constitué majoritairement d'ions. Cela se traduit notamment par l'abondance de l'hydrogène neutre dans le spectre d'absorption d'ULAS J1120+0641 au décalage spectral correspondant (effet Gunn-Peterson), estimée entre 10 et 50 %, ce qui est bien supérieur à la fraction d'hydrogène neutre observée dans le spectre de tous les autres quasars, même ceux dont la lumière met seulement 100 millions d'années de moins à nous parvenir, dans lesquels la fraction d'hydrogène neutre n'excède pas 1 %.